# Phylloxiphia oweni
Phylloxiphia oweni är en fjärilsart som beskrevs av Robert H. Carcasson 1968. Phylloxiphia oweni ingår i släktet Phylloxiphia och familjen svärmare. Inga underarter finns listade i Catalogue of Life.